# Höghulta sjö
Höghulta sjö är en sjö i Hylte kommun i Halland och ingår i Ätrans huvudavrinningsområde. Sjön har en area på 0,262 kvadratkilometer och ligger 128 meter över havet. Vid provfiske har bland annat abborre, braxen, gädda och karpfisk (obestämd) fångats i sjön.

## Delavrinningsområde
Höghulta sjö ingår i det delavrinningsområde (632685-132840) som SMHI kallar för Inloppet i Vismen. Medelhöjden är 142 meter över havet och ytan är 14,73 kvadratkilometer. Det finns inga avrinningsområden uppströms utan avrinningsområdet är högsta punkten. Stampån som avvattnar avrinningsområdet har biflödesordning 2, vilket innebär att vattnet flödar genom totalt 2 vattendrag innan det når havet efter 57 kilometer. Avrinningsområdet består mestadels av skog (65 procent) och sankmarker (14 procent). Avrinningsområdet har 1,23 kvadratkilometer vattenytor vilket ger det en sjöprocent på 8,3 procent.

## Fisk
Vid provfiske har följande fisk fångats i sjön:
- Abborre
- Braxen
- Gädda
- Karpfisk obestämd
- Mört
- Sutare